# アエロポルト駅 (リスボン)
アエロポルト駅（ポルトガル語: Estação Aeroporto）はポルトガルのリスボンオリヴァイス地区にある、リスボンメトロ赤線の地下鉄駅。

## 沿革
2012年7月17日、赤線オリエンテ-アエロポルト間開通と共に駅が開業。

## 駅構造

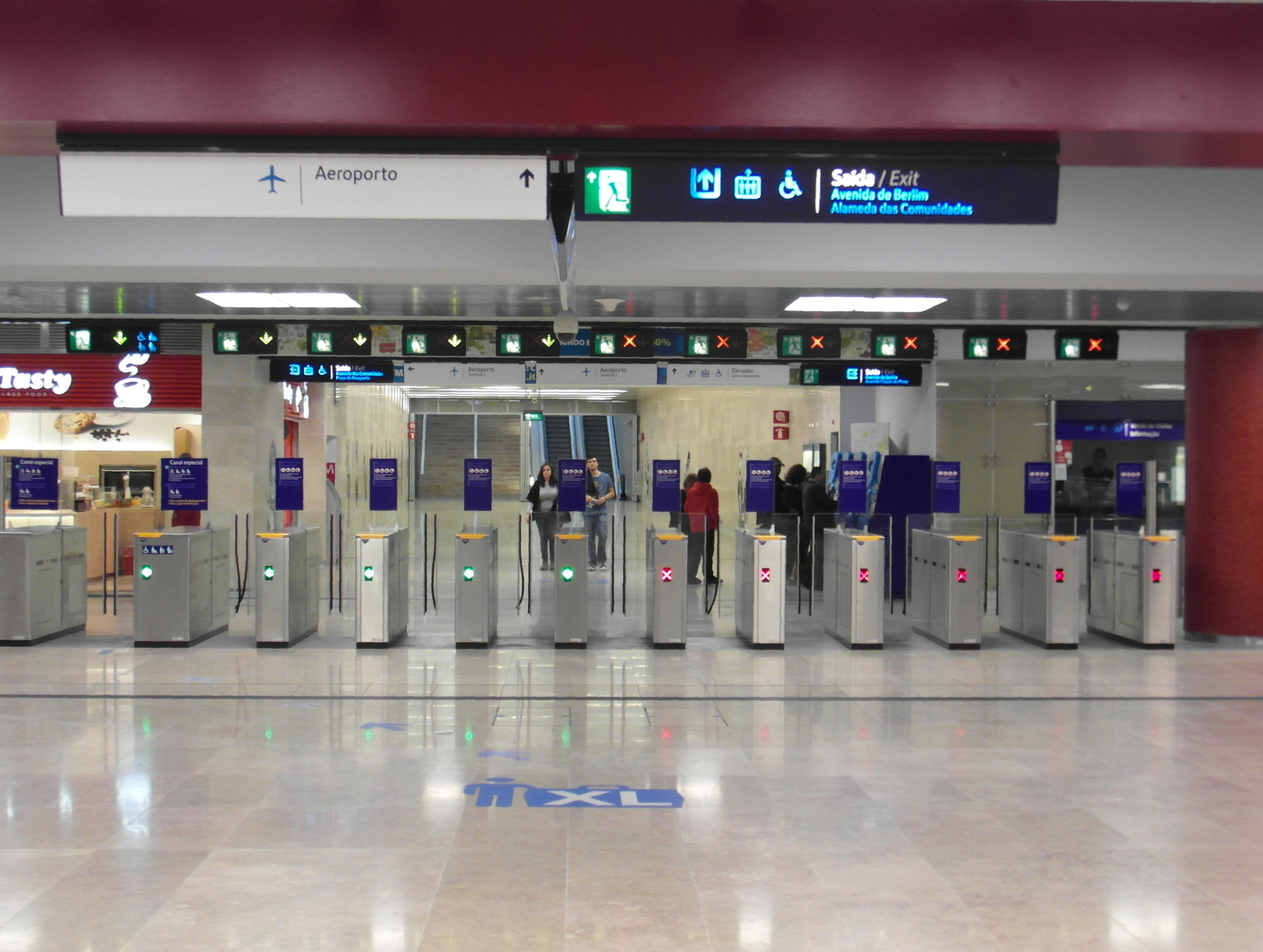
改札口

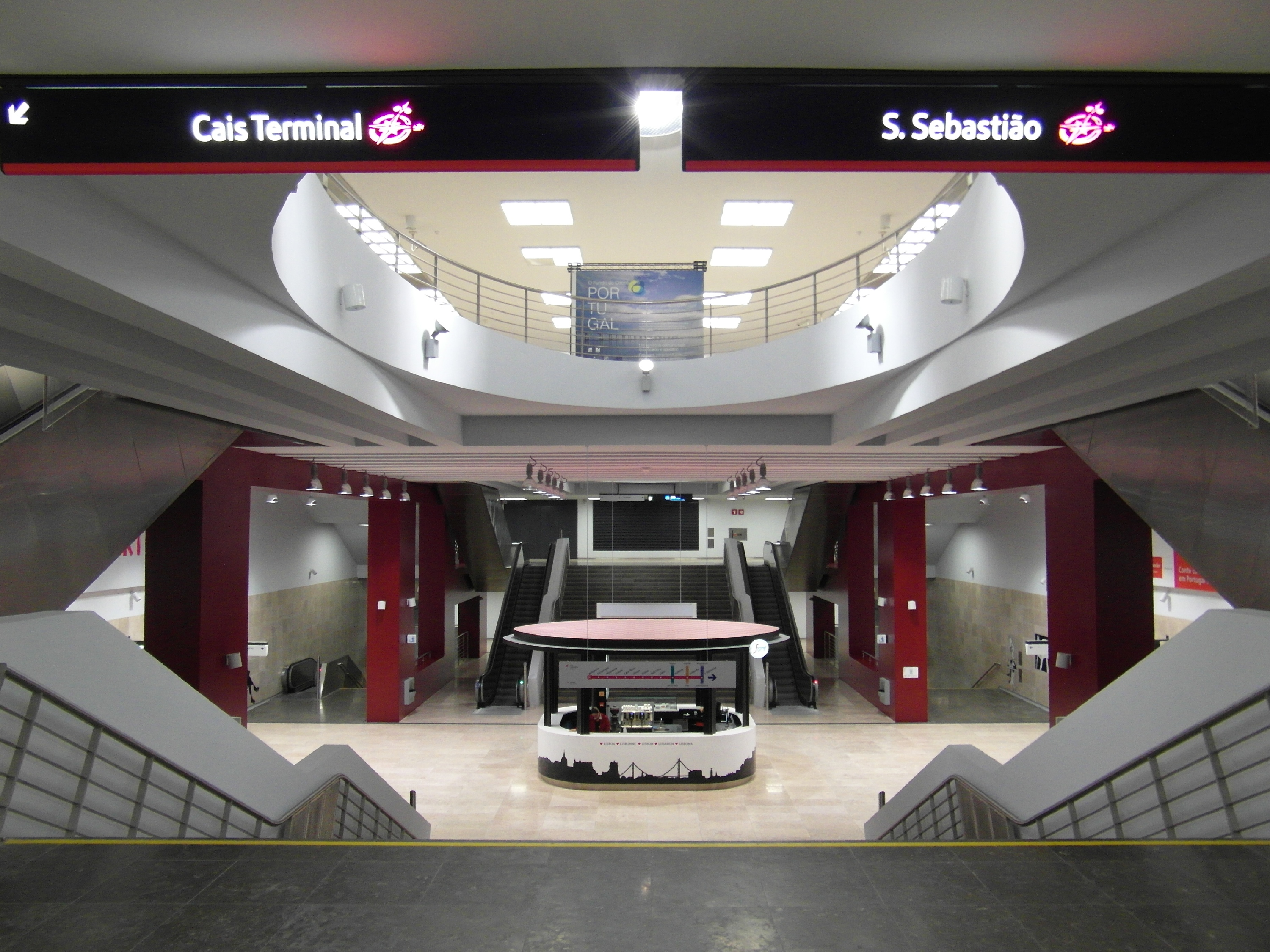
改札階とホーム階の間の踊り場

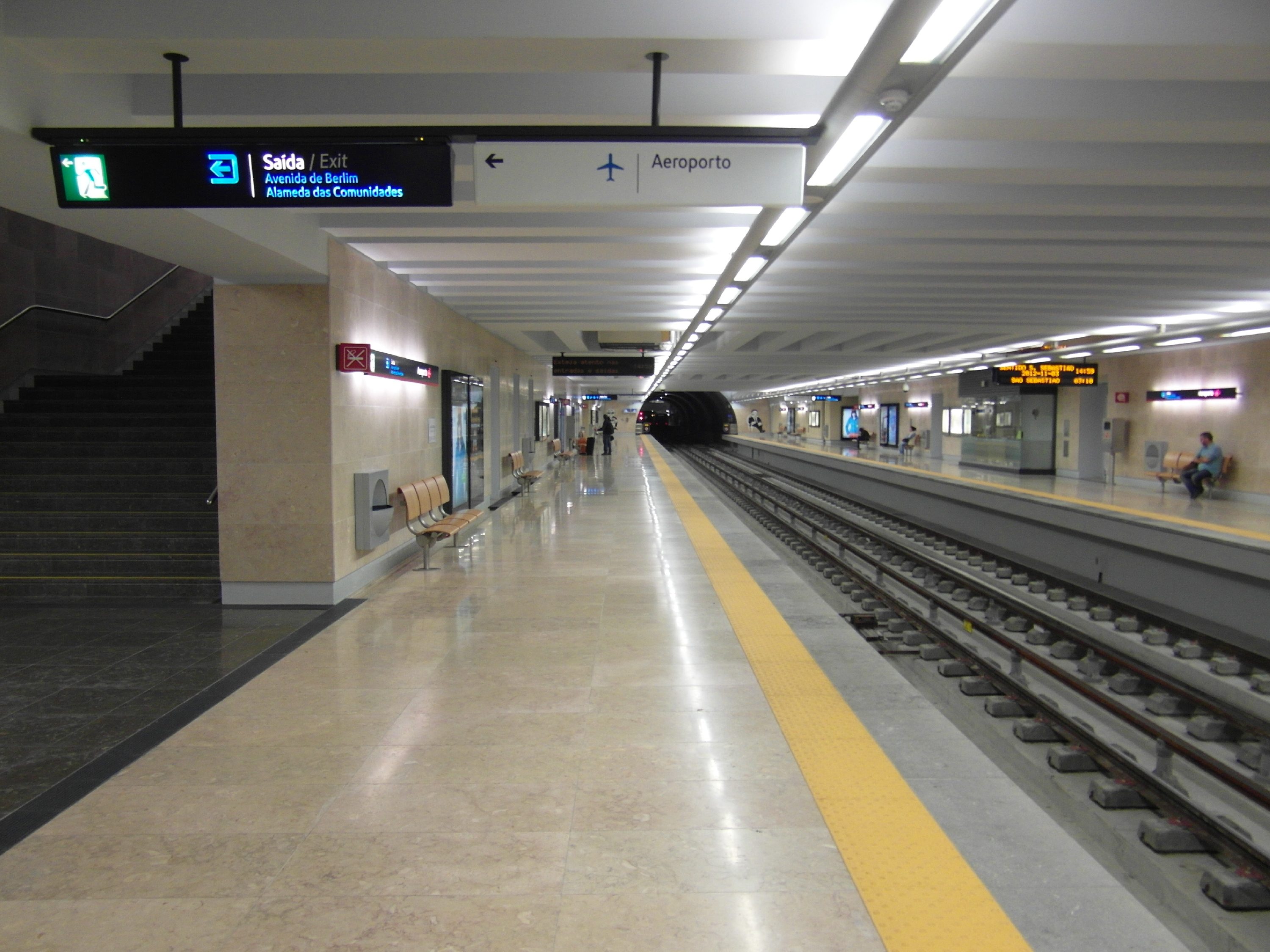
ホーム

相対式ホーム2面2線を有する地下駅。駅施設は建築家レオポルド・デ・アルメイダ・ローザによって設計され、駅構内のアートは画家アントニオ・モレイラ・アントゥネスが手がけた。バリアフリー対策としてエレベーターとエスカレーターが完備されている。

### 装飾
画家のアントニオ・モレイラ・アントゥネスにより、駅構内のリオス石のタイルが貼られた壁にポルトガルに関係する著名人のデフォルメ化した絵が描かれている。代表的な人物は以下の通り。
- アウグスティヌス・ダ・シルバ（英語版、ポルトガル語版）
- アレクサンドル・オニール（ポルトガル語版）
- アルマダ・ネグレイロス（英語版、ポルトガル語版）
- アルヴァロ・クニャル
- アマデオ・デ・ソウザ＝カルドーゾ
- アマリア・ロドリゲス
- アントニオ・エガス・モニス
- アントニオ・ロボ・アントゥーネス
- アントニオ・セルジオ（英語版、ポルトガル語版）
- アントニオ・シルバ（英語版、ポルトガル語版）
- アキリーノ・リベイロ（英語版、ポルトガル語版）
- ベアトリス・コスタ（英語版、ポルトガル語版）
- カルースト・グルベンキアン
- カルロス・ロペス
- カルロス・パレデス（英語版、ポルトガル語版）
- カッシアーノ・ブランコ（英語版、ポルトガル語版）
- コルンバノ・ボルダロ・ピニェイロ
- デヴィッド・モウラン＝フェレイラ（英語版、ポルトガル語版）
- ディオゴ・フレイタス・ド・アマラル（英語版、ポルトガル語版）
- ドゥアルテ・パチェコ（英語版、ポルトガル語版）
- エッサ・デ・ケイロス
- エウゼビオ・ダ・シルヴァ・フェレイラ
- フェルナンド・ロペス＝グラサ
- フェルナンド・ペソア
- フェレイラ・デ・カストロ（英語版、ポルトガル語版）
- フランシスコ・サ・カルネイロ（英語版、ポルトガル語版）
- ガーゴ・コーチニョ（サカドゥラ・カブラルと）
- ジョアン・アベル・マンタ（英語版、ポルトガル語版）
- ジョアン・ヴィラレ（英語版、ポルトガル語版）
- ホセ・カルドーソ・ピレス（英語版、ポルトガル語版）
- ジョゼ・サラマーゴ
- ジョゼ・ヴィアナ・ダ・モッタ
- フリオ・ポマール（英語版、ポルトガル語版）
- レオポルド・デ・アルメイダ（ポルトガル語版）
- ルイス・デ・フレイタス・ブランコ
- マリア・ジョアン・ピレシュ
- マリオ・チェザリニー（英語版、ポルトガル語版）
- マリオ・ソアレス
- ナタリア・コレイア（英語版、ポルトガル語版）
- ポルフィリオ・パルダル・モンテイロ（ポルトガル語版）
- ポーラ・レゴ
- ラファエル・ボルダロ・ピニェイロ
- ラウル・ソルナド（英語版、ポルトガル語版）
- サカドゥラ・カブラル（英語版、ポルトガル語版）（ガーゴ・コーチニョと）
- ソフィア・デ・メロ・ブレイナー（英語版、ポルトガル語版）
- スチュアート・カーヴァライス（ポルトガル語版）
- バスコ・サンタナ（ポルトガル語版）
- ヴェルジリオ・フェレイラ（英語版、ポルトガル語版）
- ヴィエイラ・ダ・シルヴァ
- ビトリーノ・ネメシオ（英語版、ポルトガル語版）

## 駅周辺
- ウンベルト・デルガード空港ターミナル1
- P3駐車場

## 隣の駅
リスボンメトロ
 赤線
エンカルナサオン駅 - アエロポルト駅